# Hrabeiella periglandulata
Hrabeiella periglandulata är en ringmaskart som beskrevs av Pizl och Chalupsky 1984. Hrabeiella periglandulata ingår i släktet Hrabeiella, och familjen Parergodrilidae. Arten är reproducerande i Sverige.